# Hetanesimo

La Arewaxač, o Croce Solare, simbolo usato dagli Arordi.

Il neopaganesimo armeno o Hetanesimo: Հեթանոսութիւն Hetanosutyun, è una religione neopagana, che deriva dalle antiche forme della religione etnica e precristiana degli Armeni. 
I seguaci di questo movimento si definiscono col nome di Hetani (armeno: հեթանոս Hetanos, parola che deriva dal greco antico ἔθνος, ethnos) o Arordi, che significa Figli di Ari.

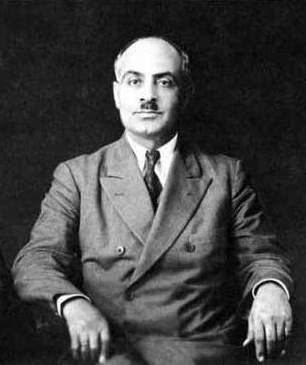
Garegin Njdeh, eroe nazionale e ideologo della religione nazionale neopagana armena.

La rinascita del paganesimo armeno fu antecedente agli inizi Ventesimo secolo, con la dottrina di Tseghakron (Ցեղակրօն, letteralmente "religione nazionale") e fu coniata dal patriota, combattente e ideologo politico Garegin Njdeh..
Essa fu però istituzionalizzata solo nel 1991, dopo il collasso dell'Unione Sovietica in un clima di revanscismo nazionale, quando Slak Kakosyan diede vita all'"Ordine dei figli di Ari" (Arordineri Ukht).

## Divinità
- Aramazd (Dio Creatore e Capo degli dei)
- Anahit (Dea della Fertilità, Guarigione e Saggezza)
- Astghik (Dea dell'Amore, della bellezza e delle Acque)
- Vahagn (Del Tuono e delle Tempeste, anche uccisore di draghi)
- Mihr (Dio della Luce, molto vicino alla divinità Persiana di Mitra, da cui deriva anche il nome)
- Tir (Dio della Conoscenza e della Scienza)
- Nane (Dea della Guerra)

## Feste e ricorrenze
- Terndez = 14 febbraio, San Valentino Pagano, Festa a Mihr
- Zatik = 21 Marzo, Nascita di Vahagn, Inizio della Primavera
- Mayreri Or = 6 Aprile, Festa a Anahit
- Vardavar = Luglio (98 giorni dopo Zatik), Festa della dea Astghik nella sua Unione con il dio Vahagn
- Navasard = 11 Agosto, Festa di Aramazd, Capodanno Armeno
- Khaghoghorhnek = 21 Settembre, Festa di Tir, ricorrenza dei defunti
- Mihri Tsnund = 22 December, Nascita di Mihr